# Бондарчук, Андрей Иванович
Андрей Иванович Бондарчук (укр. Андрій Іванович Бондарчук; род. 12 декабря 1936 года, Сереховичи) — украинский журналист и государственный деятель, депутат Верховной рады Украины I созыва (1990—1994).

## Биография
Родился 12 декабря 1936 года в селе Сереховичи в крестьянской семье.
С 1953 года учился в Ковельском медучилище. С 1956 года проходил службы в армии. После возвращения из армии с 1958 года работал фельдшером скорой помощи.
С 1966 года работал в журналистике, журналистскую карьеру начал заведующим отделом сельского хозяйства редакции газеты «Колхозная правда» (Локачинский район). С 1967 был завотделом, заместителем редактора газеты «Колос» (Иваничевский район).
С 1969 года был слушателем Высшей партийной школы при ЦК КП УССР. С 1971 года был заведующим отделом сельского хозяйства редакции газеты «Радянська Волинь» (рус. Советская Волынь). С 1976 года работал корреспондентом газеты «Правда Украины» в Волынской и Ровенской областях. С 1990 года — корреспондент газеты «Голос Украины» в Волынской области. Являлся членом КПСС с 1965 года.
В 1990 году в ходе первых альтернативных парламентских выборов в Украинской ССР был выдвинут кандидатом в народные депутаты трудовым коллективом Гороховского сельхозтехникума, 18 марта 1990 года во втором туре был избран народным депутатом Верховного совета Украинской ССР XII созыва (в дальнейшем — Верховной рады Украины I созыва) от Гороховского избирательного округа № 44 Волынской области, набрал 51,32 % голосов среди 4 кандидатов. В парламенте являлся главой подкомиссии по вопросам средств массовой информации, комиссии по вопросам гласности и средств массовой информации, был членом депутатской группы «Народная рада». Депутатские полномочия истекли 10 мая 1994 года.
С 1995 года был председателем Национального совета по вопросам телевидения и радиовещания в западных областях Украины, с 1996 года — корреспондент газеты «Независимость» в Волынской и Ровненской областях.
Награждён орденами «За заслуги» III степени (1997) и II степени (2008).
Женат, имеет двоих детей.